# Hello, Larry
Hello, Larry è una serie televisiva statunitense creata da Dick Bensfield e Perry Grant e trasmessa sulla NBC dal 26 gennaio 1979 al 30 aprile 1980. In Italia è stata trasmessa su reti locali minori.

## Trama

### Prima stagione
Larry Alder è un conduttore radiofonico che ha lasciato Los Angeles dopo aver divorziato e si è trasferito a Portland, nell'Oregon, con le sue due figlie adolescenti, Diane e Ruthie. Alla stazione radio lavorano la produttrice Morgan Winslow e l'ingegnere Earl.

### Seconda stagione
Nel tentativo di rendere la serie più popolare, gli episodi della seconda stagione riguardano quasi interamente la vita domestica di Larry e delle ragazze, con la presenza meno assidua di Morgan ed Earl. Inoltre, vari personaggi secondari fanno il loro ingresso nell'edificio dove vivono Larry e le ragazze, tra cui Leona, Tommy, l'ex giocatore degli Harlem Globetrotters, Meadowlark Lemon, e il padre vedovo di Larry. Nessun tentativo è stato sufficiente a salvare la serie, cancellata nella primavera del 1980.

## Cast
- McLean Stevenson: Larry Alder
- Joanna Gleason: Morgan Winslow
- Kim Richards: Ruthie Alder
- Donna Wilkes: Diane Alder (stagione 1)
- Krista Errickson: Diane Alder (stagione 2)
- George Memmoli: Earl
- Ruth Brown: Leona Wilson
- Fred Stuthman: Henry Alder
- John Femia: Tommy Roscini

## Episodi
| Stagione         | Episodi | Prima TV USA |
| ---------------- | ------- | ------------ |
| Prima stagione   | 14      | 1979         |
| Seconda stagione | 24      | 1979 - 1980  |

## Crossover conIl mio amico Arnold
Un ulteriore tentativo per far decollare la serie è stato fatto creando una connessione con la sitcom Il mio amico Arnold. La NBC ha posizionato Hello, Larry esattamente dopo Arnold e ha incorporato nella trama che Philip Drummond aveva acquistato la stazione radio di Larry, suo vecchio compagno dell'Esercito, permettendo così la creazione di tre episodi crossover, uno nella prima stagione e due nella seconda.